# ウィーン地下鉄4号線
ウィーン地下鉄4号線（Line U4）は、ウィーン路線網が運営する地下鉄路線の１つである。現在、ヒュッテルドルフ駅からハイリゲンシュタット駅まで16.5km、20駅がある。開業したのは1976年である。

## 駅一覧
- ヒュッテルドルフ駅
- オーバー・ザンクト・ファイト駅
- ウンター・ザンクト・ファイト駅
- ブラウンシュヴァイクガッセ駅
- ヒーツィンク駅
- シェーンブルン駅
- マイドリンク・ハウプトシュトラーセ駅
- レンゲンフェルトガッセ駅
- マルガレーテンギュルテル駅
- ピルグラムガッセ駅
- ケッテンブルッケンガッセ駅
- カールスプラッツ駅
- シュタットパルク駅
- ラントシュトラーセ駅（ウィーン・ミッテ駅と直結）
- シュヴェーデンプラッツ駅
- ショッテンリンク駅
- ロッサウアー・レンデ駅
- フリーデンスブリュケ駅
- シュピッテラウ駅
- ハイリゲンシュタット駅